# Brníčko (Uničov)
Brníčko (německy Pirnik) je vesnice, část města Uničov v okrese Olomouc v Olomouckém kraji. Leží východně od Uničova. Brníčko je odděleno od města Uničova řekou Oskavou, východní část sousedí s katastrem obce Újezd.

## Název
Nejstarší písemný doklad z roku 1358 mající podobu Pernik byl německou hláskovou úpravou staršího českého Brnník odvozeného od obecného brní - "místo, kde je brn/brnné místo", tedy místo hliněné, bahnité (staročeské brn znamenalo "hlína, kal, špína"). K roku 1371 je poprvé doložena podoba Brniečko, což byla zdrobnělina staršího (zde písemně nedoloženého) Brníce (Brniece) a to zase zdrobnělina ještě staršího Brní (Brnie) popsaného výše. Vedle tvaru Brníčko se v češtině od konce 14. století používala i upravená podoba německého jména Perník, případně jeho zdrobnělina Perníček. Od stejného základu vzniklo i pojmenování Brna, ale jinak mezi touto vesnicí a městem Brnem nebyl žádný historický vztah.

## Historie
První písemná zmínka o vesnici pochází z roku 1397.
V ranních hodinách 16. března 2020, v době, kdy se Česká republika potýkala s pandemií covidu-19, rozhodli hygienici, s ohledem na prudký nárůst pacientů s tímto onemocněním, o uzavření měst Uničova a Litovle spolu s jejich okolím. Policie oblast střežila a neumožnila nikomu do oblasti vstoupit, ani ji opustit. Jednou z takto zasažených obcí bylo i Brníčko. Uzavření oblasti skončilo 30. března.

## Obyvatelstvo
Brníčko bylo původně osídleno německojazyčným obyvatelstvem, které bylo po druhé světové válce odsunuto.

### Počet obyvatel
Počet obyvatel je uváděn podle výsledků sčítání lidu za Brníčko včetně těch místních částí, které k němu v konkrétní době patřily.
| Rok            | 1869 | 1880 | 1890 | 1900 | 1910 | 1921 | 1930 | 1950 | 1961 | 1970 | 1980 | 1991 | 2001 | 2011 | 2021 |
| -------------- | ---- | ---- | ---- | ---- | ---- | ---- | ---- | ---- | ---- | ---- | ---- | ---- | ---- | ---- | ---- |
| Počet obyvatel | 310  | 280  | 293  | 315  | 340  | 322  | 397  | 496  | 309  | 277  | 305  | 324  | 316  | 349  | 338  |
| Počet domů     | 43   | 44   | 44   | 45   | 44   | 45   | 60   | 79   | 73   | 71   | 80   | 81   | 88   | 111  | 112  |

## Obecní správa
Při sčítání lidu v letech 1869–1950 Brníčko bylo samostatnou obcí, se kterým patřilo nejprve do okresu Litovel, ale v letech 1910–1950 v okrese Šternberk. Od roku 1964 je částí města Uničov v okrese Olomouc.

## Průmysl
V katastru obce se nachází velký strojírenský podnik UNEX, a. s., který vyrábí produkty těžkého strojírenství. V dřívějších dobách to byly přístavní jeřáby, korečková rypadla nebo technologické celky hliníkáren. V blízkosti zmíněného strojírenského podniku se nachází areál bývalé cihelny, jejíž provoz byl ukončen v sedmdesátých letech 20. století.

## Doprava
Vsí prochází silnice druhé třídy číslo II/444 z Města Libavá přes Šternberk do Uničova a dále do Úsova a Mohelnice, kde se napojuje na dálnici D35. Ve vsi je zastávka železniční tratě číslo 290 z Olomouce do Šumperka.

## Životní prostředí
Na katastru obce se nacházela bývalá kalová pole, dnes již zrušeného a zbouraného Cukrovaru Uničov, a. s. Od října roku 2011 do září následujícího roku byly tyto kalová pole proměněny na další část parku. Tímto se městský park rozšířil o dalších bezmála 5 hektarů, na kterých bylo vysázeno 121 mladých stromků a krom toho na této ploše rostou rostliny, které se nevyskytují v jiných částech parku.
Jáma, která vznikla po vytěžení hlíny pro cihelnu, sloužila jako skládka odpadků pro oblast města Uničova. V současnosti je tato již zavezena a nenarušuje tudíž ráz krajiny. V blízkosti obce se nacházejí prameny pitné vody.

## Sport
V Brníčku se nachází dětské hřiště, hned u autobusové zastávky. Dále je tu fotbalové hřiště cihelna, tam chodí nejvíce lidé, právě z Brníčka. Dále je u fotbalového hřiště, betonová plocha, kde se dá hrát basketbal, florbal, tenis, nohejbal nebo volejbal. V sousedství strojírenského podniku UNEX, a. s., se nachází letiště pro modeláře.